# Melba Phillips
Melba Newell Phillips (* 1. Februar 1907 in Hazleton, Indiana; † 8. November 2004 in Petersburg, Indiana) war eine US-amerikanische Physikerin.

## Leben und Werk
Phillips studierte am Battle Creek College in Michigan (Master-Abschluss 1928) und an der University of California, Berkeley Physik, wo sie 1933 eine der ersten Doktoranden von Robert Oppenheimer war. 1935 fand sie mit ihrem Lehrer den „Oppenheimer-Phillips-Prozess“ bei der Streuung von Deuteronen, in heutiger Bezeichnungsweise eine Strippingreaktion.
Danach war sie als Post-Doc am Bryn Mawr College und am Institute for Advanced Study und 1937/8 am Connecticut College for Woman in ihrer ersten Universitäts-Lehr-Anstellung. Ab 1938 war sie in New York am Brooklyn College und ab 1944 auch am Radiation Laboratory der Columbia University. Während des Zweiten Weltkriegs lehrte sie auch einige Zeit an der University of Minnesota. In der McCarthy-Ära verlor sie ihre Stellung am Brooklyn College und der Columbia University, als sie sich 1952 weigerte, vor einem der McCarthy-Ausschüsse (dem von McCarran) auszusagen (1987 entschuldigte sich das Brooklyn College öffentlich für die Entlassung).
Danach war sie mehrere Jahre ohne Anstellung und schrieb während dieser Zeit zwei Lehrbücher: Principles of Physical Science mit Francis Bonner und das berühmte Lehrbuch Classical Electricity and Magnetism mit Wolfgang Panofsky. 1957 stellte sie Edward Condon (der selbst in den McCarthy-Ausschüssen als „Sicherheitsrisiko“ eingestuft wurde) an der Washington University in St. Louis ein, um das Academic Year Institute Program (für die Lehrerausbildung) zu leiten. Ab 1962 war sie an der University of Chicago, wo sie 1972 emeritierte. Danach war sie bis 1975 Gastprofessorin an der State University of New York at Stony Brook und 1980 an der Universität Peking.
Phillips war führend in der Physikdidaktik in den USA tätig. 1966/7 war sie als erste Frau Präsidentin der American Association of Physics Teachers. Die Organisation verlieh ihr auch 1974 die Oersted Medal und 1981 den ersten Melba Newell Phillips Award, der zu ihren Ehren verliehen wird. An der Universität Chicago führte sie auch naturwissenschaftliche Kurse für Studenten ein, die sich nicht auf die Naturwissenschaften spezialisierten.
Phillips war auch politisch aktiv und war 1945 einer der Gründungsmitglieder der Federation of American Scientists.
2003 erhielt sie den Joseph Burton Forum Award der American Physical Society. 1981 erhielt sie den Karl Taylor Compton Award des American Institute of Physics.

## Schriften
- mit Wolfgang Panofsky: Classical Electricity and Magnetism. Addison-Wesley, zuerst 1955, 2. Auflage, Dover, 2005, ISBN 0-486-43924-0.
- mit Francis Bonner: Principles of Physical Science. Addison-Wesley, 1957.
- Classical Electrodynamics, in Siegfried Flügge (Herausgeber), Handbuch der Physik, Band IV, Springer Verlag 1962.